# Ricardo Clarke
Ricardo Mauricio Clarke Hamilton (Panama, 27 settembre 1992) è un calciatore panamense, ala del The Strongest e della Nazionale panamense.

## Carriera

### Club
Ha giocato nel campionato panamense, neozelandese e venezuelano.

### Nazionale
Ha esordito in Nazionale nel 2016, venendo poi convocato per la Gold Cup del 2017.